# Paul von Eitzen
Paul von Eitzen (født 1521 i Hamborg, død 1598) var en tysk luthersk teolog.
Han kom 1539 til Wittenberg, hvor han især blev påvirket af Melanchthon, til hvis mildere retning han under de senere stridigheder sluttede sig. I 1549 blev han præst, 1555 superintendent i sin fødeby. Hertug Adolf af Holsten-Gottorp gjorde ham 1562 til sin hofpræst og superintendent i Slesvig. Her søgte han blandt andet, dog uden varigt held, at virke for et pædagogium i Slesvig. Hans hovedværk er Ethicæ doctrinæ libri IV (1571-73). Han satte sig imod Konkordieformlens indførelse i Slesvig.